# Бістреану Іон
Іон Бістреану (рум. Ion Bistreanu, 11 грудня 1942) — румунський дипломат. Надзвичайний і Повноважний Посол Румунії в Україні.

## Біографія
Народився 11 грудня 1942 у Брашові, Румунія. Закінчив Бухарестський університет.
З 1968 по 1970 — співробітник МЗС Румунії.
З 1970 по 1978 — 3-й, 2-й, 1-й секретар посольства Румунії в СРСР.
З 1978 по 1981 — співробітник МЗС Румунії.
З 1981 по 1986 — співробітник посольства Румунії в Греції.
З 1986 по 1990 — працівник посольства Румунії на Кіпрі.
З 1990 по 1991 — радник МЗС Румунії.
З 1991 по 1992 — радник, тимчасово повірений у справах Румунії в Молдові.
З 4 березня 1993 по 1998 — Надзвичайний і Повноважний Посол Румунії в Україні. У 1993 році вручив вірчі грамоти президенту України Леоніду Кравчуку..